# Adolf Opálka
Adolf Opálka (4 de enero de 1915, Resice, Austria-Hungría, actual República Checa - 18 de junio de 1942, Praga, Checoslovaquia) fue un teniente checoslovaco, miembro del grupo de sabotaje Fuera de distancia o La Operación Fuera de Distancia, un grupo de resistencia antinazi de la Segunda Guerra Mundial, y participante en la Operación Antropoide, la exitosa misión para matar a Reinhard Heydrich.
Opálka nació en una familia de clase media en Resice y se unió al ejército checoslovaco en 1936, donde sirvió en el 43° Regimiento de Infantería en Brno. Los Acuerdos de Múnich y la posterior ocupación alemana de Checoslovaquia llevaron a la disolución del ejército checoslovaco y la carrera de Opálka terminó. Escapó al norte de África donde sirvió en la Legión Extranjera Francesa y luego regresó a Francia. Luego se unió al grupo Out Distance (Operación Fuera de Distancia) y participó en la Operación Antropoide. Fue encontrado días después por los nazis alemanes, y se suicidó en la Iglesia de los Santos Cirilo y Metodio de Praga tras un tiroteo en el que resultó herido.

## Primeros años de vida
Opálka nació en Resice cerca de Dukovany, hijo ilegítimo del Molinero Viktor Jarolím (1889-1942) de Tulešice y Anezka Opálková. Cuando su madre murió en 1923, Opálka vivió con su tía Marie Opálková (1882-1942).
Entre 1932 y 1936, Opálka estudió en la Academia Comercial y, poco después de graduarse en 1936, se unió al ejército de Checoslovaquia. Después del reclutamiento y entrenamiento, fue asignado al 43.° Regimiento de Infantería en Brno y poco después asistió a la Academia del Ejército en Hranice. Después de graduarse, Opálka se unió al 2.° Regimiento de Montaña en Ružomberok como teniente.
Los Acuerdos de Múnich puso fin a la carrera militar de Opálka en su tierra natal y abandonó Checoslovaquia con su primo Frantisek Pospísil. Viajando primero por Polonia y Francia, huyeron al norte de África, donde se unieron a la Legión Extranjera Francesa. Opálka sirvió en Sidi Bel Abbès como sargento del 1.° Regimiento de Infantería. Posteriormente se unió a los pistoleros de Senegal en Orán.

## Segunda Guerra Mundial
Después del inicio de la Segunda Guerra Mundial y la ocupación de Checoslovaquia, Opálka regresó a Francia desde África y se unió a un ejército checoslovaco en desarrollo en Agda, sirviendo como líder de un pelotón de infantería del 2.° Regimiento de Infantería de la 1.° División de Infantería Checoslovaca. En enero de 1940, fue transferido a la 3.° División de Infantería y comandó el 5.° Batallón de Infantería.
El 12 de julio de 1940, cuando Francia fue derrotada en la Batalla de Francia, Opálka zarpó en el buque de transporte SS Neuralia hacia el Reino Unido y sirvió como oficial no clasificado en un pelotón de ametralladoras. En el verano de 1941, se ofreció como soldado voluntario para operaciones encubiertas detrás de las líneas enemigas. Se había formado en Escocia en escuelas de formación especiales. Posteriormente, se convirtió en líder del grupo con nombre en código "Fuera de Distancia".